# Refbase
refbase es una herramienta de software para un software de gestión de referencias y repositorio institucional basado en web, que a menudo se utiliza para el autoarchivo. refbase se ha publicado con licencia GPL. Ha sido escrito en PHP, y corresponde a la arquitectura LAMP (Linux-Apache-MySQL-PHP/Perl). La última versión de refbase es la 0.9.6, publicada en 2014. 
Ofrece las funcionalidades básicas para crear y modificar referencias bibliográficas. Además, puede importar y exportar una variedad de formatos bibliográficos estándares, incluidos BibTeX, EndNote, RIS, ISI, MODS XML, PubMed, Medline, RefWorks y Copac. Es capaz de generar bibliografías y citas formateadas en LaTeX, RTF, HTML y PDF. refbase también tiene funciones de búsqueda avanzada y puede generar ficheros RSS a partir de búsquedas. Se pueden agregar enlaces que usan DOI y URL, al igual que enlaces a archivos. refbase admite los servicios web de búsqueda/recuperación a través de URL (SRU) y OpenSearch, así como metadatos COinS y unAPI.
Los paquetes refbase están disponibles en los repositorios oficiales de Gentoo Linux y Mandriva Linux y han sido utilizados por el Servicio Geológico de los Estados Unidos.